# Свеча в гробнице: Гнев времени
«Свеча в гробнице: Гнев времени» (кит. 怒晴湘西) — китайский веб-сериал в жанре приключенческого триллера, вышедший в 2019 году, и основанный на предпоследнем романе цикла Ghost Blows Out the Light (кит. 鬼吹灯), написанного автором Чжан Муэ, известным под псевдонимом Тянься Бачан (天下霸唱). Сюжет повествует о событиях, предшествующих основному циклу, и фокусируется на приключениях предыдущего поколения кладоискателей.

## Сюжет
Действие происходит в Китае начала XX века, в тяжелые для страны времена смены режима на республиканский. Пока военачальники боролись за власть, люди страдали от голода и лишений. Глава таинственного клана расхитителей гробниц Селин, Чэнь Юйлоу, добрый и милосердный человек, помогая людям справиться с голодом, раздаёт последние запасы продовольствия. В это время к нему обращается военачальник Ло Лаовай с предложением отправиться на поиски сокровищ древней гробницы династии Юань в горах Пиншань, расположенных в западной части провинции Хунань. Клан Селин объединяется с армией Ло Лаовая и отправляется в опасное путешествие, по пути встречая ещё одного потомка расхитителей гробниц Чжэ Гу Шао из клана Баншань, который ищет не богатства, а магический артефакт, способный снять древнее проклятие с его клана. Совместно они преодолевают множество опасностей, включая ловушки, древние проклятия и нападения сверхъестественных существ.

## Производство
Жанр: приключения, триллер, мистика
Сценаристы: Ли Кай, Лю Шаоцзюнь, Фэй Чжэньсян, Чжоу Цзявэй.
Режиссёр: Фэй Чжэньсян.
Продюсеры: Фан Фан, Лян Цзин, Чжу Вэньцзю.
Количество серий: 21.
Продолжительность серии: 30 минут.
Производство: Wanda Pictures, Tencent Penguin Pictures, Beijing Qiyinxiang Media.
Премьера: 21 января 2019 года на платформе Tencent Video.

## Актёрский состав
- Пань Юэмин — Чэнь Юйлоу, харизматичный лидер клана Селин, умён, амбициозен и владеет «ночным зрением».
- Гао Вэйгуан — Чжэ Гу Шао, благородный даосский мастер из клана Баншань, искусный воин и потомок племени Заграмма.
- Синь Чжилэй — Хун Гу, дерзкая красавица и взломщица ловушек, верная соратница Чэня Юйлоу.
- Шэн Гуаньсэнь — Лао Янжэнь, молчаливый ученик Баншань, меткий лучник и верный спутник Чжэ Гу Шао.
- Алия — Хуа Лин, сестра Чжэ Гу Шао, мягкая и мудрая травница из клана Баншань.
- Чжан Чэн — Хуа Магуай, опытный стратег клана Селин и преданный защитник Чэня Юйлоу.
- Цао Вэйюй — Ло Лаовай, хитрый военачальник, жизнелюб и приспособленец, любит покомандовать и повеселиться, но в бою предпочитает держаться за спинами солдат.

## Съёмки и локации
Съёмки проходили в живописных местах провинции Хунань, включая заповедник Улинъюань в Чжанцзяцзе, известный своими уникальными карстовыми пейзажами. Некоторые сцены были сняты в горах Хупиншань (кит. 湖坪山), которые считаются прототипом Пиншань из сюжета. Также использовались павильоны в провинции Чжэцзян для воссоздания интерьеров гробниц.

## Культурные и мифологические аспекты
Сериал включает элементы китайского фольклора и мифологии, такие как:
- Гу (蛊): мистическая практика создания ядовитых существ или зельев, часто ассоциируемая с южными регионами Китая.
- Фэншуй: традиционная китайская геомантия, играющая важную роль в выборе мест для захоронений и построек.

Одним из ключевых мифологических объектов в сюжете выступает Жемчужина Бессмертия (雮尘珠, буквально — «Жемчужина праха и пыли»), которую ищет клан Баншань. Этот вымышленный артефакт отражает древние верования о возможности продления жизни или даже достижения бессмертия путём особых ритуалов и контакта с потусторонними силами.
Жемчужина Бессмертия в «Свече в гробнице» — это синтез мифов о магических артефактах, рождающихся из тлена, а также алхимических представлений о субстанциях, порождаемых трупами, древними ядами и аномальными природными условиями. В её описании прослеживается параллель с даосскими эликсирами долголетия, а также с идеей «великого гниения», из которого может родиться новая сила.
Особое место в мифологии сериала занимает история племени Заграмма (扎格拉瑪族) — вымышленного народа, охранявшего тайну Жемчужины. Племя Заграмма, представленное через образ героя Чжэ Гу Шао, вдохновлено реальными тибетскими и юго-западными горными народностями Китая, такими как цян, мяо и лопа. Заграмма воплощают темы исчезающих культур, сакрального долга и трагического наследия, несущего проклятие и надежду одновременно.
Мир сериала представляет собой уникальное переплетение мифологической географии и фантастических элементов, заимствованных из разных культурных пластов: от народной магии Сянси до тибетских преданий о затерянных сокровищах и заколдованных горах.

## Награды и признание
После премьеры 21 января 2019 года на платформе Tencent Video, сериал «Свеча в гробнице: Гнев времени» (кит.怒晴湘西) получил широкое признание зрителей и критиков, а также в 2019 году удостоился нескольких престижных наград:
- Премия «精品网络剧年度作品» Шанхайского кинофестиваля (Премиальный веб-сериал года).
- Премия «年度观众选择剧集» (Сериал года по версии зрительского голосования) на церемонии Starlight Awards (星光大赏).
- Включён в список «Топ-10 веб-сериалов года» на IV церемонии вручения премии Golden Bud Network Film and Television Festival (金骨朵网络影视盛典).
- Вошёл в десятку лучших веб-сериалов года по версии III премии Golden Shark Award (金鲛奖).

В 2019 году Гао Вэйгуан за исполнение роли Чжэ Гу Шао получил премию «Лучший актёр (историческая драма)» на 26-й церемонии премии Хуадин (华鼎奖).
Эти награды отмечают как коммерческий успех проекта, так и высокое качество сценария, актёрской игры, визуального исполнения и глубину воссозданной атмосферы мистического Сянси 1930-х годов.